# Polystichum alfaroi
Polystichum alfaroi är en träjonväxtart som först beskrevs av Hermann Christ och fick sitt nu gällande namn av Barrington. Polystichum alfaroi ingår i släktet Polystichum och familjen Dryopteridaceae. Inga underarter finns listade.